# Šmejkalka
Šmejkalka je vodní tok 5. řádu v povodí Sázavy. Jeho pramenný úsek tvoří nejvýše položený vodní tok v okrese Praha-východ. Patří mezi nejvýznamnější přítoky Mnichovky. Dolní část údolí překlenul nejstarší dálniční most v Česku. V povodí se nalézají obce Třemblat, Ondřejov, Turkovice, Senohraby a Ladovy Hrusice. Povodí se tak stalo scénou obrazů Josefa Lady i dějištěm příběhů kocoura Mikeše. 

## Geologický vývoj
Jako všechna povodí přítoků Sázavy od Českého Šternberka po Čerčany vznikalo povodí Šmejkalky vymíláním ostrovů metamorfovaných hornin ve středočeském plutonu. Pramenná oblast se vyvíjela poměrně chaoticky ve složité skladbě Voděradsko-zvánovického ostrova s převahou pískovců a jílovito-písčitých diluviálních sedimentů, později se preferenční vodní cesta ubírala jednoznačně jihozápadním směrem v horninách ostrova čerčanského s převahou křemenců a břidlic. Začátek tvorby povodí se datuje k období mladších třetihor zhruba před 20 miliony let.

## Geografie povodí

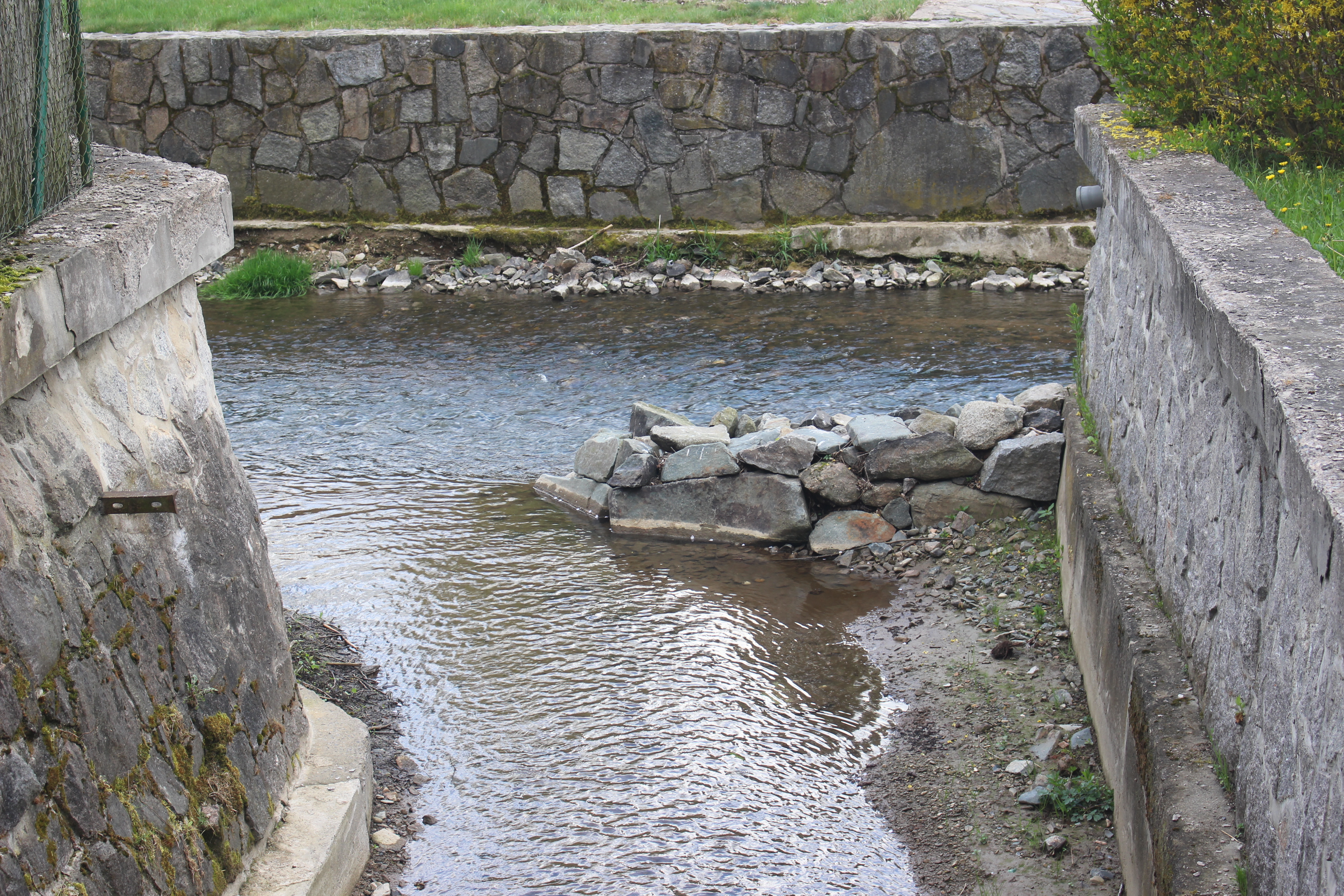
Ústí do Mnichovky

Hranici povodí Šmejkalky tvoří rozvodí pouze s přímými či nepřímými přítoky Sázavy. Kromě samotné Mnichovky na západě jsou to Třemblatský potok na severu, Seradovský potok na severovýchodě, Vejborka na východě a Lensedelský potok na jihovýchodě. Délka toku je 5,51 km, plocha povodí 11,04 km2. Tok nemá sledovaný vodočet a průtok lze pomocí odtokového koeficientu oblasti odhadovat mezi 40–50 l/s.

### Průběh toku
Pramenná oblast se nachází v ploché části temene vrchu Pecný, zhruba 35 metrů pod jeho vrcholem. Oblast o nadmořské výšce kolem 510 metrů se nachází v areálu Astronomického ústavu Ondřejov. Jako nevýrazná lesní stružka se Šmejkalka vydává k jihozápadu, na prvních 500 metrech při mírném spádu. Později na délce kolem 1000 m voda překonává převýšení přes 80 metrů. Po opětném zmírnění spádu podtéká silnici Ondřejov - Třemblat, po 800 metrech podtéká silnici Ondřejov - Mnichovice, napájí lesní rybníček a krátce po výtoku z něj, opouští trvalé lesní pásmo. Dále ve stejném směru v délce kolem 1650 metrů se dosti strmým během voda ubírá údolím, jehož levý břeh je lesnatý, zatímco břeh pravý je tvořen plochami orebných i lučních ploch zemědělských. Po soutoku se svým největším přítokem, pravostranným Hrusickým potokem, výrazně nabývá na síle a na posledních 1250 metrech nepříliš divoce protéká hlubokým, stinným a lesnatým údolím k Mnichovce, kopírován silnicí Ondřejov - Senohraby. V této části podtéká dálnici D1. Do Mnichovky ústí kamenným korytem na hranici katastrů Hrusice a Senohraby u hotelu Hrušov.

### Povodně
Horní povodí i levá část středního povodí Šmejkalky jsou hustě zalesněné, což značnou měrou přispívá k akumulaci přívalových dešťů. Proti této skutečnosti však působí značná strmost povodí. Vzestup povodní z letních lijáků je náhlý a ohrožuje především chatové osady v dolní části. Šmejkalka je tak zařazena mezi malé vodní toky, u nichž kulminační odtokový koeficient přesahuje 4,4 m3/s/km2. Historicky největší škody v údolí Šmejkalky však nenapáchala voda z jejího povodí, ale rozliv Mnichovky po protržení hráze Hubačovského rybníka v srpnu 1974.

## Hrusický potok
Pramení v obci Třemblaty v nadmořské výšce 445 metrů. Počáteční cestou toku je polní stružka, vedoucí mírně své vody asi 500 metrů západním směrem k polesí, v němž náhle zesílí svůj spád a změní směr na jihozápadní. Mělkým údolím přitéká do Hrusic, kde těsně protéká kolem domku Josefa Lady a dále pak ve stejném směru pokračuje až do soutoku se Šmejkalkou.
Průtok Hrusicemi předurčil povodí Šmejkalky k výtvarné i literární popularitě. Pohledy na obrazy Josefa Lady s hrusickým kostelíkem vedou přes povodí Šmejkalky, Hrusický potok se objevuje na Ladových scénách s potokem. Údolím Hrusického potoka se vydal kocourek Mikeš přes Třemblaty do světa. Potok napájí Jedličkovu louži, rybník, na kterém se učil bruslit malý Josef Lada i kocour Mikeš a do které kocourka Nácíčka zahnal pes Furťák. (Ladovi vodníci však patří do povodí Mnichovky, a to na vrby podél Hubačovského rybníka).  

### Hrusický potok versus Šmejkalka
V místě soutoku je Hrusický potok v rozloze povodí i v délce toku se Šmejkalkou téměř rovnocenný. Opticky navazuje údolí Hrusického potoka lépe na údolí společného toku, vodní cesta z Hrusic do Senohrab je kopírována silnicí. Tomuto svodu podlehly i novelizační aktivity ČÚZK, od nichž se neodůvodněná změna digitální rychlostí rozšířila do navazujících systémů, včetně mapového portálu mapy.cz. (google maps popisují ke dni 21.4.2024 Šmejkalku stále až k ústí do Mnichovky). Oficiální geodetické a hydrologické organizace a navazující odborná literatura považují za přítok Mnichovky Šmejkalku minimálně od konce 19. století. Ottův slovník naučný dokonce Mnichovce od soutoku se Šmejkalkou přisuzuje samostatný název. „Šmejkalka má prameny své u Hlavačova, béře se na jihozáp. a sesiluje se v pravo potokem od samoty Proskova na jih tekoucím; Hrušecký potok, vznikající stokem Mnichovického potoka a potoka Šmejkalky u Hrušeckého mlýna směřuje přímo k jihu a ústí naproti dvoru Zlenickému.“ 

## Dálniční most přes Šmejkalku

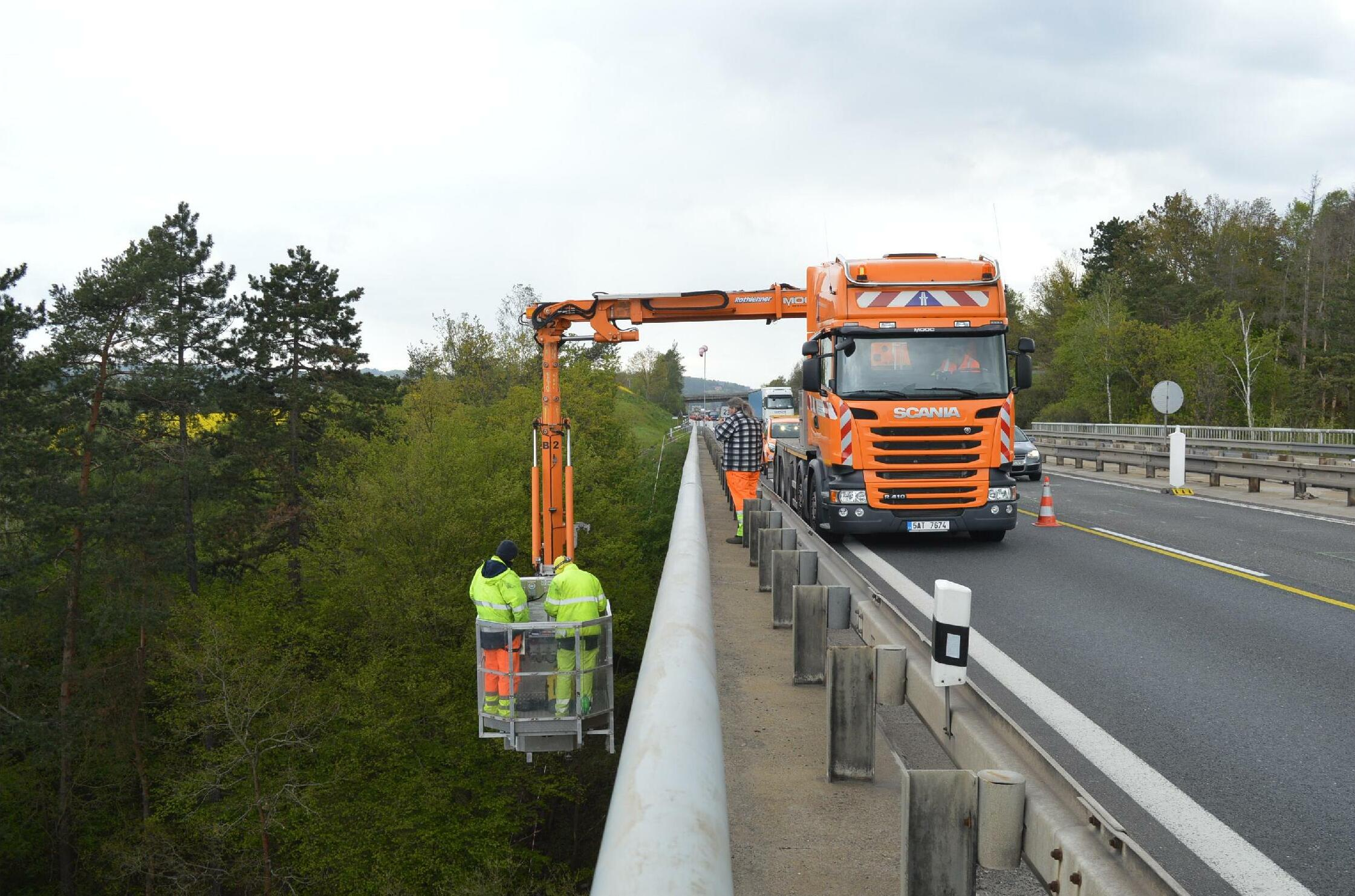
50 metrů nad hladinou Šmejkalky

Dominantou horního povodí Šmejkalky jsou kupole Ondřejovské hvězdárny, střední části hrusický kostelík a spodní části mohutný jedno obloukový železobetonový most. Práce na něm byly započaty v roce 1939. Je tak nejstarším mostem na dálnici D1 a patří mezi největší mostní konstrukce podle rozpětí hlavního pole v Česku.